# Кіровоградська обласна організація НСПУ
Кіровоградська обласна організація Національної спілки письменників України — заснована в Кіровограді (нині — Кропивницькому) 3 грудня 1984 року за ініціативи тодішнього очільника Спілки письменників України Павла Загребельного.

## Історія
До цього кіровоградські письменники-спілчани перебували на обліку Одеської організації, входили до обласного літоб'єднання «Степ», заснованого у 50-ті роки..
Біля витоків створення обласного осередку перебували Валерій Гончаренко, Тамара Журба, Юрій Камінський, Григорій Клочек, Федір Непоменко, Володимир Панченко, Микола Смоленчук та Іван Черкащенко. З часу створення до лав було прийнято близько шістдесяти письменників.

Вже немає серед живих Миколи Смоленчука, Миколи Петрова, Бориса Чамлая, Валерія Гончаренка, Галини Берізки, Леоніда Куценка, Світлани Барабаш, Василя Журби, Івана Черкащенка, Віктора Ганоцького, Юрія Обжеляна, Федора Непоменка, Сергія Колесникова, Анатолія Кримського, Віктора Погрібного, Володимира Панченка.
Організацію очолювали:
- Григорій Клочек 1984—1985;
- Володимир Панченко 1985—1990;
- Володимир Кобзар 1990—1995;
- Василь Бондар 1995—2015, 2016—2021;[4]
- Олександр Косенко 2015—2016;
- Надія Гармазій з листопада 2021.[5]

За час існування організація змінила шість приміщень. На початок 2023 року на обліку перебувало 28 спілчан.

## Діяльність
У 1995 році обласною організацією НСПУ спільно з «Просвітою» заснований літературно-мистецький часопис «Вежа» (перший головний редактор — Володимир Панченко), що видається обсягом до трьохсот сторінок щопівроку (станом на 2021 вийшло 42 випуски). Членами організації видано понад сотню книг, в тому числі гуртові біографічні збірники «15x15», «20x20», двотомна хрестоматія «Блакитні вежі» (75 авторів).  
З ініціативи організації засновано п'ять літературних премій:
- імені Євгена Маланюка (з 2002);[7],
- імені Юрія Яновського;
- імені Арсенія Тарковського (з 2017);
- премія «Експедиція» імені Леоніда Тендюка;
- премія обласного літературного об'єднання «Сокіл степів» (з 2008)
- літературний конкурс для молодих літераторів імені Валерія Гончаренка (з 2000).[8]

Раз на два роки проводиться нарада молодих літераторів. Станом на 2021 проведено 13 таких нарад.
Обласна спілка ініціювала заснування у Кропивницькому меморіального музею М. Л. Кропивницького (1982, ще до створення обласного осередку), міського літературно-меморіального музею імені І. Тобілевича (Карпенко-Карого) (1995). Сприяли поверненню з Франції на батьківщину особистих речей В. К. Винниченка, створили природний заповідник «Батьківщина І. К. Карпенка-Карого» в селі Арсенівка (Новоукраїнський район) Кіровоградської області. Започатковано проведення Днів Тарковських (з 1992), Фестивалю української новели (2013). Письменниками краю створено фонд «Відродження» та громадське видавництво «Степ».

Також організація ініціювала встановлення в краї пам'ятників Євгенові Маланюку у Новоархангельську та Володимирові Винниченку у Кропивницькому, меморіальні таблиці письменникам В. Гончаренку, Б. Нечерді, Л. Чернову-Малошийченку, В. Стусу, М. Смоленчуку, М. Понеділку, Б. Чамлаю, Л. Куценку, іменами багатьох літераторів названі вулиці міст і сіл Інгульського краю.

## Склад
| Склад | Склад                                        | Склад      | Склад                                         |
| №     | ПІБ                                          | Вступ      | Вибуття                                       |
| ----- | -------------------------------------------- | ---------- | --------------------------------------------- |
| 1     | Андрушко Тетяна Володимирівна                | 24.12.2003 | виключена 24.09.2024                          |
| 2     | Архангельський Олександр Дмитрович           | 05.10.2014 |                                               |
| 3     | Бабенко Олег Олександрович                   | 29.04.2014 |                                               |
| 4     | Барановська Катерина Іванівна                | 03.12.2015 |                                               |
| 5     | Барабаш Світлана Григорівна                  | 27.10.2004 | 22.04.2007                                    |
| 6     | Бельська Елеонора (Баранова Олена Євгенівна) | 31.10.2019 |                                               |
| 7     | Берізка (Бровченко) Галина Спиридонівна      | 18.05.1999 | 14.09.2007                                    |
| 8     | Бідненко Наталія Іванівна                    | 03.03.2017 |                                               |
| 9     | Бондар Василь Васильович                     | 16.05.1995 |                                               |
| 10    | Буянова (Корнієнко) Оксана Вікторівна        | 12.03.2020 |                                               |
| 11    | Ганоцький Віктор Федорович                   | 21.10.2005 | 02.01.2010                                    |
| 12    | Гармазій (Частакова) Надія Сергіївна         | 23.10.2012 |                                               |
| 13    | Гладир Юлія Федорівна                        | 23.10.2012 |                                               |
| 14    | Горобець Олена Валеріївна                    | 06.03.2018 | виключена 24.09.2024                          |
| 15    | Горчар Катерина Георгіївна                   | 26.06.1997 |                                               |
| 16    | Джус Марина Дмитрівна                        | 31.10.2019 |                                               |
| 17    | Єременко-Гонжа Любов                         | 05.05.2023 |                                               |
| 18    | Жовна Олександр Юрійович                     | 29.11.1994 | виїхав, вийшов з лав 2015                     |
| 19    | Журба Василь Гнатович                        | 27.04.2004 | 2009                                          |
| 20    | Журба Тамара Гнатівна                        | 14.12.1983 | 12.01.2021                                    |
| 21    | Загравенко Анатолій Романович                | 27.04.2004 | 13.11.2018                                    |
| 22    | Камінський Юрій Михайлович                   | 1984       | виїхав до Ізраїлю, помер 2007 у м. Кривий Ріг |
| 23    | Кердіваренко Олександр Федорович             | 2008       | 21.05.2021                                    |
| 24    | Клочек Григорій Дмитрович                    | 14.12.1983 |                                               |
| 25    | Кобзар Володимир Федорович                   | 1989       | виїхав до Києва                               |
| 26    | Колесников Сергій Вікторович                 | 25.01.2000 | 18.12.2017                                    |
| 27    | Кондратенко-Процун Валентина Фоківна         | 03.03.2017 |                                               |
| 28    | Корінь Антоніна Михайлівна                   | 27.05.2002 |                                               |
| 29    | Косенко Олександр Іванович                   | 16.10.2013 | виїхав до Харкова                             |
| 30    | Куценко Леонід Васильович                    | 22.09.1998 | 22.12.2006                                    |
| 31    | Кримська Ірина Анатоліївна                   | 2003       | виключена 24.09.2024                          |
| 32    | Куманський Броніслав Петрович                | 18.10.2018 | 18.07.2024                                    |
| 33    | Любарський Роман Рафаїлович                  | 29.06.2023 |                                               |
| 34    | Михида Сергій Павлович                       | 03.12.2015 |                                               |
| 35    | Могилюк Володимир Олександрович              | 30.01.2001 |                                               |
| 36    | М'ятович Валерій Павлович                    | 12.03.2020 |                                               |
| 37    | Немирована Інна Володимирирівна              | 28.02.2005 |                                               |
| 38    | Непоменко Федір Іванович                     | 14.12.1983 | 10.06.2012                                    |
| 39    | Обжелян Юрій Васильович                      | 2004       | 16.02.2012                                    |
| 40    | Піддубний Сергій Васильович                  | 07.02.2011 |                                               |
| 41    | Погрібний Віктор Олексійович                 | 14.05.1996 | 01.10.2017                                    |
| 42    | Полевіна Ольга Миколаївна                    | 30.06.2005 |                                               |
| 43    | Ревчун Борис Григорович                      | 21.10.2005 |                                               |
| 44    | Рижик-Нежуріна Інна Сергіївна                | 21.10.2005 | виключена 2018                                |
| 45    | Селецький Петро Іванович                     | 1993       | виїхав                                        |
| 46    | Царук Антоніна Петрівна                      | 19.05.2011 |                                               |
| 47    | Черниш Анатолій Григорович                   | 27.10.2004 | виїхав до Хмельницького                       |
| 48    | Шило Віктор Анатолійович                     | 31.10.1994 | 20.04.2008                                    |
| 49    | Шпирко (Шпирка) Оксана Леонідівна            | 05.10.2014 |                                               |
| 50    | Яремчук Володимир Петрович                   | 19.10.2021 |                                               |